# Rheita (hố)

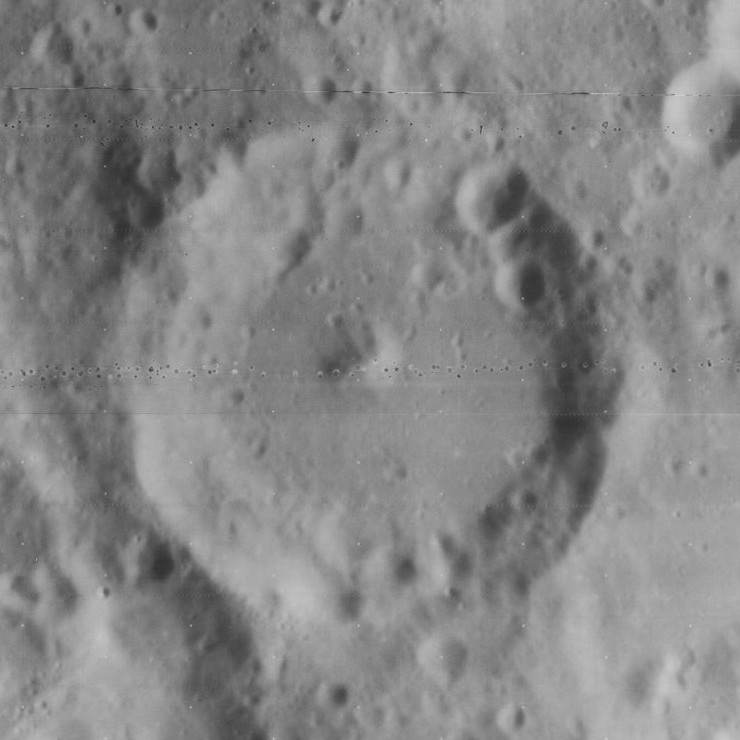
Hình từ Lunar Orbiter 4

Rheita là một hố Mặt Trăng (hố va chạm) nằm ở vùng đông nam của Mặt Trăng. Hố được đặt tên theo sau nhà thiên văn học người Séc Anton Maria Schyrleus of Rheita. Hố nằm vể phía đông bắc của hố Metius, và tây bắc của hố Young. Vành tây nam giáp với thung lũng Vallis Rheita, một thung lũng dài hơn 200 km trải từ đông bắc đến tây nam. Thung lũng rộng hơn 25 km bề dọc và một km độ sâu.
Vành hố Rheita giữ lại được độ dày và những bậc thang ở bên trong. Vành hố chồng lên một hố nhỏ khác ở phía đông, và có một cặp hố va chạm nhỏ ở phía bắc. Thềm hố bằng phẳng và có đỉnh trung tâm.

## Hố vệ tinh
Theo quy ước, những tính chất này được xác định trên bản đồ bằng cách đặt từng chữ cái là tâm của các hố vệ tinh gần với Rheita nhất. Chúng cũng bao gồm các hố chồng chéo.
| Rheita | Vĩ độ   | Kinh độ | Đường kính |
| ------ | ------- | ------- | ---------- |
| A      | 38.0° N | 50.0° Đ | 11 km      |
| B      | 39.1° N | 52.8° Đ | 21 km      |
| C      | 35.1° N | 44.2° Đ | 8 km       |
| D      | 39.1° N | 50.1° Đ | 6 km       |
| E      | 34.2° N | 49.1° Đ | 66 x 32 km |
| F      | 35.4° N | 48.4° Đ | 14 km      |
| G      | 40.5° N | 54.3° Đ | 15 km      |
| H      | 39.8° N | 51.7° Đ | 7 km       |
| L      | 37.7° N | 52.9° Đ | 10 km      |
| M      | 35.5° N | 50.1° Đ | 25 km      |
| N      | 35.1° N | 49.5° Đ | 8 km       |
| P      | 37.9° N | 44.4° Đ | 11 km      |